# Blankenfelde-Mahlow
Blankefelde-Mahlow är en kommun (Gemeinde) i det tyska länet Landkreis Teltow-Fläming i förbundslandet Brandenburg.
Kommunen bildades 26 oktober 2003 genom sammanslagning av de tidigare självständiga kommunerna Blankenfelde, Dahlewitz, Gross Kienitz, Jühnsdorf och Mahlow.

## Geografi
Kommunen ligger direkt söder om Berlins stadsgräns och ingår som en förort till Berlin i Storstadsregion Berlin/Brandenburg.  Norra delen av kommunen utgörs huvudsakligen av tätbebyggda villaförorter och jordbruksmark.  Vid kommunens södra gräns ligger sjön Rangsdorfer See, med ett större skogs- och friluftsområde.

## Historia

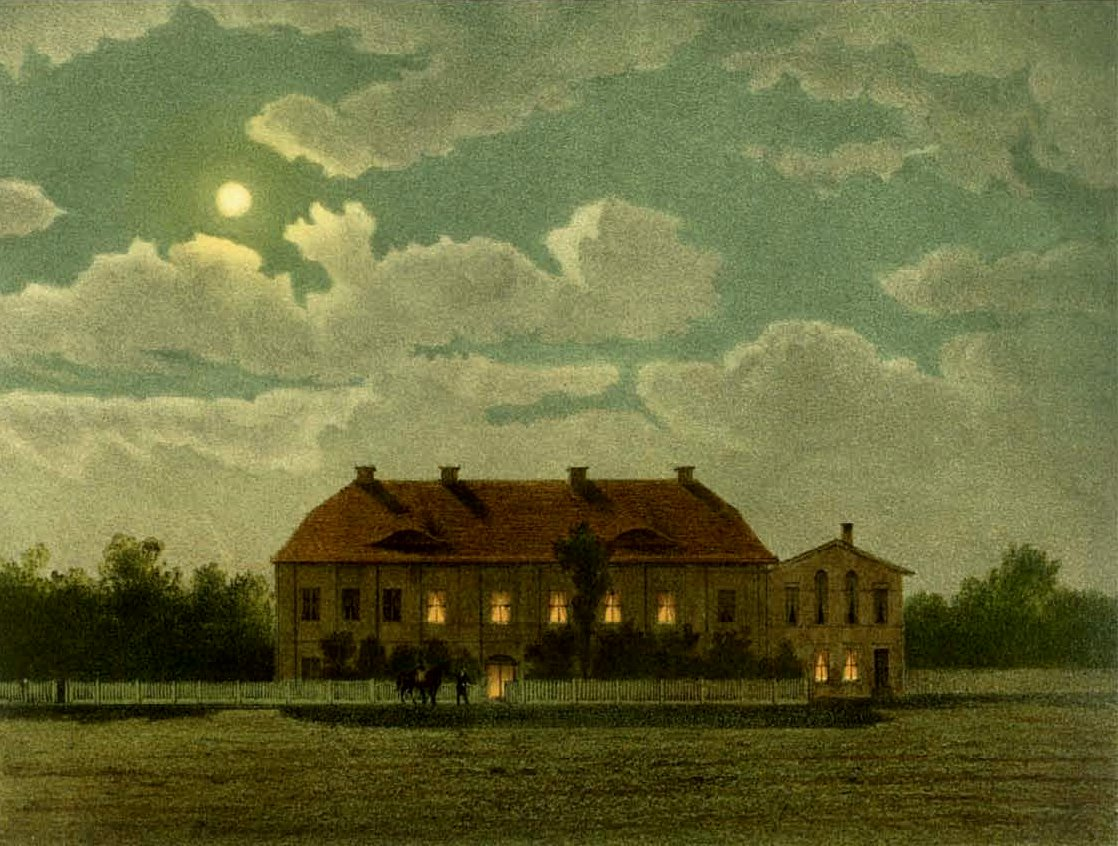
Blankenfelde år 1860, Alexander Duncker

Byarna Blankenfelde och Mahlow omnämndes första gången skriftligt år 1375 respektive 1287.  Båda förblev lantliga byar fram till 1870-talet, då järnvägen Berlin-Dresden drogs genom orterna. Järnvägens ankomst ledde till en stor nybyggnation av villor under 1900-talets början, bland annat genom den så kallade Gagfah-Siedlung i Blankenfelde under 1930-talet.  Blankenfeldes invånarantal steg från 766 till 6228 mellan åren 1930 och 1939.
Mahlow var under en kort period 1945-1952 kreisstad i Kreis Teltow i den sovjetiska ockupationszonen och Östtyskland.
Vid Berlinmurens byggande 1961 klipptes Mahlows tåg- och vägförbindelse med Västberlin av, så att pendeltågssträckan söder om Berlin lades ned.  Efter gränsens öppnande 1989 kunde man 31 augusti 1992 återinviga pendeltågsförbindelsen till södra Berlin, dock med en kortare sträckning än 1930-talets, så att Blankenfelde blev ändhållplats istället för den tidigare ändhållplatsen Rangsdorf.
16 juni 1996 blev Noël Martin, en jamaicansk-brittisk byggföretagare från Edgbaston, offer för rasistiskt motiverad misshandel i Mahlow.  Han förlamades och har under senare år verkat för skolutbyten med området.
2003 genomfördes en större kommunsammanslagning i området, då kommunen Blankenfelde-Mahlow bildades av de två större orterna Blankenfelde och Mahlow samt de mindre orterna Dahlewitz, Jünsdorf och Gross Kienitz.
2006 färdigställdes en ny kringfartsväg utanför Mahlow, som flyttade genomgående trafik ut från ortens centrum.

## Befolkning
| År   | Invånare |
| ---- | -------- |
| 1875 | 1 895    |
| 1890 | 2 022    |
| 1910 | 2 646    |
| 1925 | 3 793    |
| 1933 | 5 998    |
| 1939 | 12 850   |
| 1946 | 13 745   |
| 1950 | 14 689   |
| 1964 | 14 431   |
| 1971 | 14 951   |

| År   | Invånare |
| ---- | -------- |
| 1981 | 14 561   |
| 1985 | 14 312   |
| 1989 | 14 632   |
| 1990 | 14 600   |
| 1991 | 14 449   |
| 1992 | 14 630   |
| 1993 | 14 572   |
| 1994 | 14 883   |
| 1995 | 15 621   |
| 1996 | 16 407   |

| År   | Invånare |
| ---- | -------- |
| 1997 | 17 618   |
| 1998 | 19 122   |
| 1999 | 20 278   |
| 2000 | 21 307   |
| 2001 | 22 069   |
| 2002 | 22 657   |
| 2003 | 23 074   |
| 2004 | 23 615   |
| 2005 | 24 210   |
| 2006 | 24 907   |

| År   | Invånare |
| ---- | -------- |
| 2007 | 25 290   |
| 2008 | 25 501   |
| 2009 | 25 818   |
| 2010 | 25 718   |
| 2011 | 25 604   |
| 2012 | 25 655   |
| 2013 | 25 664   |
| 2014 | 25 981   |
| 2015 | 26 319   |
| 2016 | 26 914   |

| År   | Invånare |
| ---- | -------- |
| 2017 | 27 378   |
| 2018 | 27 837   |
| 2019 | 27 939   |
| 2020 | 28 606   |

Detaljerade källor anges i Wikimedia Commons..

## Kommunikationer
Berlins pendeltåg har sin slutstation på linje S2 i Blankenfelde.  Järnvägsstationerna Blankenfelde och Dahlewitz trafikeras av regionaltågslinjen RE 3 norrut mot Berlin och Schwedt/Stralsund, i andra riktningen söderut mot Elsterwerda, och linjen RE 7, i riktning norrut mot Berlin via Berlin-Schönefeld och vidare mot Dessau-Rosslau, samt i andra riktningen söderut mot Wünsdorf.
Kommunen genomkorsas i öst-västlig riktning av Berlins ringmotorväg A10 samt i nord-sydlig riktning av förbundsvägen Bundesstrasse 96.
Berlin-Schönefelds flygplats/Berlin Brandenburgs internationella flygplats ligger omedelbart öster om kommunen, och inflygningen västerifrån passerar över de tätbefolkade orterna Blankenfelde och Mahlow.